# Station Barcin
Station Barcin is een spoorwegstation in de Poolse plaats Barcin.